# Himalaya-Pfeifhase
Der Himalaya-Pfeifhase (Ochotona himalayana) ist eine Säugetierart aus der Familie der Pfeifhasen innerhalb der Hasenartigen. Ihr Verbreitungsgebiet ist auf den nördlichen Rand des Himalaya in der chinesischen Provinz Xizang (Autonomes Gebiet Tibet) beschränkt.

## Merkmale
Der Himalaya-Pfeifhase ist ein relativ großer Pfeifhase. Er erreicht eine Körperlänge von 14,0 bis 18,6 Zentimeter. Er hat ein stumpfgraues Rückenfell und zeichnet sich durch eine rotbraune bis braune Färbung am Kopf und an den Schultern aus. Wichtige Merkmale zur Unterscheidung zum Royle-Pfeifhasen (Ochotona roylei) betreffen die Schädelmorphologie, vor allem das Fehlen von Schädelfenstern im Stirnbein.

## Verbreitung

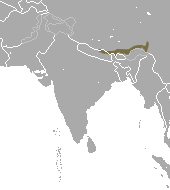
Verbreitungsgebiet des Himalaya-Pfeifhasen

Das Verbreitungsgebiet des Himalaya-Pfeifhasen zieht sich entlang der nördlichen Grenze des Himalaya in der chinesischen Provinz Xizang (Autonomes Gebiet Tibet). Unklar ist, ob die Art auch in Nepal vorkommt.
Der Himalaya-Pfeifhase lebt an den Rändern von Nadelwäldern auf Geröllhalden, in Felswänden und an Steilhängen des Himalaya in Höhen zwischen 2400 und 4200 Metern.

## Lebensweise
Über die Lebensweise dieses Pfeifhasen liegen nur sehr wenige Informationen vor. Seine Hauptaktivität liegt am Morgen und in der Abenddämmerung. Er ernährt sich generalistisch von Pflanzen. Die Würfe bestehen aus drei bis vier Jungtieren.

## Systematik
Der Himalaya-Pfeifhase wurde als eigenständige Art den Pfeifhasen (Gattung Ochotona) zugeordnet, der Artstatus wurde durch molekularbiologische Untersuchungen bestätigt. Ursprünglich stellte man ihn als Unterart zu Royle-Pfeifhase (Ochotona roylei), A.A. Lissovsky betrachtet ihn jedoch im Handbook of the Mammals of the World nicht als eigenständige Unterart und beschreibt ihn als Synonym des Royle-Pfeifhasen.

## Gefährdung und Schutz
Die Art wird von der International Union for Conservation of Nature and Natural Resources (IUCN) aufgrund ihres großen Verbreitungsgebietes und fehlender bekannter Bedrohung als nicht gefährdet (least concern) eingestuft. Es liegen jedoch weder Daten zur Größe des Bestandes noch zum Bestandstrend vor.

## Belege
1. 1 2 3  Joseph A. Chapman, John E. C. Flux (Hrsg.): Rabbits, Hares and Pikas. Status Survey and Conservation Action Plan. (Memento des Originals vom 14. Januar 2009 im Internet Archive)  Info: Der Archivlink wurde automatisch eingesetzt und noch nicht geprüft. Bitte prüfe Original- und Archivlink gemäß Anleitung und entferne dann diesen Hinweis. (PDF; 11,3 MB) International Union for Conservation of Nature and Natural Resources (IUCN), Gland 1990; S. 33–34. ISBN 2-8317-0019-1.
2. 1 2 3 4 5 6  Ochotona himalayana in der Roten Liste gefährdeter Arten der IUCN 2011. Eingestellt von: A. T. Smith, C. H. Johnston, 2008. Abgerufen am 21. Februar 2012.
3. ↑  A.A. Lissovsky: Forrest's Pika - Ochotona forresti. In: Don E. Wilson, T.E. Lacher, Jr., Russell A. Mittermeier (Herausgeber): Handbook of the Mammals of the World: Lagomorphs and Rodents 1. (HMW, Band 6), Lynx Edicions, Barcelona 2016; S. 58. ISBN 978-84-941892-3-4